# 栄河県
栄河県（えいか-けん）は中華人民共和国山西省にかつて存在した県。現在の運城市万栄県南西部に相当する。
前漢が設置した汾陰県を前身とする。前趙に廃止となり蒲坂県に編入されたが、487年（太和11年）に北魏により再設置された。唐代の開元年間に宝鼎県、1010年（大中祥符3年）、宋朝により栄河県と改称された。1215年（貞祐3年）に栄州に昇格したが、元朝が成立するとまもなく栄河県に戻されている。1954年、万泉県と統合され万栄県と改編された。